# Serietidning
En serietidning eller ett seriemagasin, är en tidning som i huvudsak innehåller tecknade serier. Jämte serier som producerats för dagspressen - dagspresserier - så har serietidningen traditionellt sett varit det huvudsakliga formatet för tecknade serier. De första serietidningarna publicerades på 1930-talet - som historiens första serietidning brukar nämnas den amerikanska Famous Funnies, utgiven från 1934 till 1955.

## Begreppsdefinition
Avgränsningen mellan termen serietidning och närliggande begrepp är många gånger suddig. En tydlig avgränsning, bland annat använd av Seriefrämjandet är att "serietidning" syftar på en periodisk utgiven seriepublikation, medan övrig tryckt serieutgivning går under begreppet "seriealbum".
Andelen serier i en serietidning kan variera. Bland seriesamlare - liksom i Seriekatalogen - används termen "renodlad serietidning" för en tidning med mer än 50 % serier, och "icke renodlad serietidning" för en publikation med 25-50 % serier. Många seriefanzin, bilderböcker som Barna Hedenhös, och humortidningar som En rolig halvtimma räknas då inte som serietidningar.

## Historik

### Rötter
Även om det första numret av Famous Funnies, utgiven i USA i juli 1934, är att betrakta som den första egentliga serietidningen hade den föregåtts av flera serietidningslika publikationer - i enstaka serielika böcker publicerades redan på 1840-talet, då schweizaren Rodolphe Töpffers "histoires en images" spreds över Europa och även nådde USA.
Det var dock först på 1890-talet som en egentlig produktion av tecknade serier kom igång - då i form av humorserier som trycktes dagligen i den amerikanska dagspressen, så kallade dagspresserier. I januari 1929 publicerades det första numret av The Funnies, häften vigda enbart åt serier och som distribuerades som bilagor till nyhetstidningarna. Liknande häften trycktes även i Europa under det tidiga 1930-talet.
Nästa steg mot renodlade serietidningar togs i januari 1933, då det första numret av Mickey Mouse Magazine publicerades. Innehållet bestod dock inte av serier utan fylldes av sagor, artiklar, skämtteckningar, spel och dikter med Walt Disneys animerade filmstjärna Musse Pigg i huvudrollen. Magasinet omarbetades dock i olika omgångar och kom efter ett par år också att innefatta seriestrippar. Musse Piggs internationella popularitet ledde också till internationella versioner av Mickey Mouse Magazine - däribland i Frankrike (Le Journal de Mickey, med start 1934), England (Mickey Mouse Weekly, 1936), Tyskland (Micky Maus Zeitung, 1937), och Sverige (Musse Pigg-tidningen, 1937) - varav flera kom att bli respektive lands första serietidningstitel - även om de till en början, precis som det amerikanska originalet, inte var renodlade seriepublikationer.

### USA
Serietidningar, som på amerikansk engelska kallas comic books, växte fram i USA under 1930-talet, då äventyrsserierna slog igenom. Tidigare var det mest humorserier, och då fick man vänta från dag till dag, då serien fortsatte i dagstidningarna. Men nu kunde man nu köpa hela serieäventyr och läsa. Oftast kom serietidningarna en gång per vecka eller månad. Serietidningar fick sitt stora genombrott då superhjälteserierna kom, bland annat Stålmannen från 1938.
I dag dominerar superhjältegenren den amerikanska serietidningsmarknaden stort - de största förlagen är DC (Stålmannen, Batman, Wonder Woman, Flash, Captain Marvel, Teen Titans, m.fl.) och Marvel (Spider-Man, Hulken, Iron Man, Captain America, Thor, m.fl.). I allt väsentligt är de inhemska serier som ges ut i serietidningsform, medan manga-utgivningen, liksom den marginella utgivningen av europeiska serier - huvudsakligen sker i seriealbum och i bokform.

### Sverige
Den första serietidningen i Sverige var Musse Pigg-tidningen (ej renodlad) 1937. I och med Kalle Anka & C:o och Seriemagasinet började komma ut 1948 slog serietidningsfenomenet igenom på allvar i Sverige. Efter en boom under 1950-talet mattades utvecklingen något, delvis på grund av att den amerikanska seriedebatten också nådde Sverige. Under 1950- och 60-talen började serietidningar anses som "olämplig litteratur", och beskylldes för att främja våld bland barn och ungdomar. Istället hyllades bokläsandet i den allmänna samhällsdebatten. Man ansåg att barn istället för serier skulle läsa böcker, och få tyckte att man skulle läsa både och. Detta kulminerade kring 1954, då Nils Bejerots debattbok Barn – Serier – Samhälle utkom.
Under 1970- och 80-talen avtog debatten, och serietidningarna blev alltmer accepterade, och nämns numera mycket sällan som "syndabock" då underhållningsvåldet debatteras. Debatten har istället gått via TV och video till datorspel.
Under 1980-talet utvecklades Sverige kraftigt som serieland, och tidningar som Galago och Epix föddes. Under 1990-talet minskade dock serietidningsmarknaden kraftigt, delvis som en följd av det växande dator- och TV-spelsintresset.
Sedan millennieskiftet har den danska mediekoncernen Egmont, genom Egmont Kids Media Nordic, i princip monopol på den svenska serietidningsmarknaden. Under åren 2000-2009 var också den norska Schibsted-koncernen en stor aktör genom Schibsted förlagen. Marknaden består idag till största delen av Disneytidningar, samt svenskproducerade serier, huvudsakligen inom humorgenren. Bland de serietidningar som helt eller till största delen innehåller svenska serier märks anrika titlar som 91:an, Bamse, Min häst och Galago, samt nyare tidningar som Hälge, Uti vår hage och Herman Hedning.

#### Framgångsrika svenska titlar
Sju serietidningar har passerat gränsen för 1000 utgivna tidningar.
1. Kalle Anka & C:o (utgiven sedan 1948)
2. Fantomen (sedan 1950)
3. Seriemagasinet (1948-2001)
4. 91:an (sedan 1956)
5. Starlet (1966-1993, även under titeln Seriestarlet)
6. Min häst (sedan 1972)
7. Knasen (sedan 1970)

Övriga äldsta, ännu utkommande, titlar:
1. Agent X9 (tidigare X9, utgiven sedan 1969)
2. Bamse (sedan 1973)
3. Hälge (sedan 2000)
4. Pondus (sedan 2001)
5. Herman Hedning (sedan 1998)
6. 87:an (sedan 1994)
7. Uti vår hage (sedan 2003)

### Japan
De första japanska serietidningarna publicerades efter andra världskrigets slut - bland pionjärerna märks Manga Shōnen.
Japanska serietidningar är betydligt mer omfångsrika än sina västerländska motsvarigheter, omfattande 200 till 850 sidor, och är i princip uteslutande antologier; flera strippserier (yonkoma manga) förekommer i tidningarna, men de fylls dock huvudsakligen av ett flertal 15-40 sidor långa kapitel av pågående serier. Dessa kapitel samlas sedermera i tjockare böcker (tankōbon). Anrika titlar inkluderar bland annat Shūkan Shōnen Jump och Shūkan Shōnen Magazine.

### Fotnoter
1. ↑  Hammarlund, Ola: "Urhunden: Seriealbum 2011" Arkiverad 22 september 2013 hämtat från the Wayback Machine. Urhunden.se, 2012-04-28. Läst 2012-06-07
2. ↑  Swecomics